# パット・パターソン
パット・パターソン（Pat Patterson、本名：Pierre Clemont、1941年1月19日 - 2020年12月2日）は、アメリカ合衆国で活動したプロレスラー、ブッカー。カナダ・ケベック州モントリオール出身のフランス系カナダ人。
現役選手時代はNWA、AWA、WWFの各団体で主要タイトルを獲得し、引退後はWWEのクリエイティブ・コンサルタントを務めていた。

## 来歴
15歳の頃から地元モントリオールにてプロレス興行の裏方として働き始め、同地区で活躍していたキラー・コワルスキーに師事して1958年に17歳でデビュー。キャリア初期は "プリティ・ボーイ" パット・パターソン（"Pretty Boy" Pat Patterson）のリングネームを名乗り、口紅を塗ってピンクのトランクスを穿き、ペットのプードルを連れてリングに登場するなどのギミックで活動した。
1960年代からはアメリカ合衆国のNWA加盟団体を中心に活動。太平洋岸北西部では1964年から1966年にかけて、NWAパシフィック・ノースウエスト・ヘビー級王座を通算3回獲得。テキサス西部のアマリロでは1968年7月18日にサンダーボルト・パターソンからブラスナックル王座を奪取。10月24日にはトーナメントの決勝でパット・オコーナーを下し、同地区認定のNWA北米ヘビー級王座を獲得している。

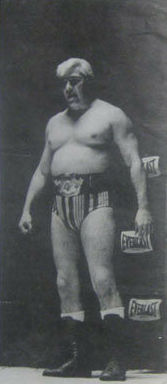
1975年

カリフォルニア北部のサンフランシスコではレイ・スティーブンスとのブロンド・ボンバーズ（The Blond Bombers）で鳴らし、ヒールとベビーフェイスの両方のポジションで活躍。同地区のトップスターとなり、フラッグシップ・タイトルであるUSヘビー級王座には1969年から1977年にかけて、ペドロ・モラレス、ロッキー・ジョンソン、グレート・メフィスト、ムーンドッグ・ロニー・メイン、ザ・ブルート、アンジェロ・モスカ、アレックス・スミルノフらを破り、通算6回に渡って戴冠した。
1977年よりサンフランシスコを離れ、フロリダ（エディ・グラハム主宰のCWF）やAWAなど各地の主要テリトリーをヒールのポジションで転戦。フロリダでは同年5月20日にマイク・グラハムからNWAフロリダTV王座を、6月20日にはイワン・コロフと組んでジャック・ブリスコ&ジェリー・ブリスコからNWAフロリダ・タッグ王座をそれぞれ奪取している。
AWAではスティーブンスとのコンビを再結成して、1978年9月23日にAWA世界タッグ王座を獲得。以降、マイティ・イゴール&ルーファス・ジョーンズ、ポール・エラリング&スティーブ・オルソノスキー、バーン・ガニア&ビル・ロビンソン、前王者チームのハイ・フライヤーズ（グレッグ・ガニア&ジム・ブランゼル）などを相手に防衛を続け、1979年6月6日にバーン・ガニア&マッドドッグ・バションに敗れるまで戴冠した。
AWA世界タッグ王座陥落後、グラン・ウィザードをマネージャーに迎えてWWFに登場。1979年6月19日にテッド・デビアスから北米ヘビー級王座を奪取する。その後、ブラジルのリオデジャネイロで行われたという架空のトーナメントに優勝したと称して、同王座を北米と南米との大陸間のインターコンチネンタル・ヘビー級王座と改称。この王座こそが団体の最高位のタイトルであるとアピールし、WWF王者ボブ・バックランドと「王者対王者」の抗争を展開、ニューヨークのマディソン・スクエア・ガーデンでの定期戦において、7月から9月にかけてバックランドのWWFヘビー級王座に3か月連続で挑戦した。
1980年初頭より、ウィザードとの仲間割れを機にベビーフェイスに転向、以降はWWFの主力選手として、ケン・パテラ、ボビー・ダンカン、サージェント・スローターらと抗争を展開、フランス出身のアンドレ・ザ・ジャイアントともタッグを組んだ。1980年8月9日にシェイ・スタジアムにて開催された "Showdown at Shea" ではトーア・カマタから反則勝ちを収めている。同年10月20日のMSG定期戦ではダスティ・ローデスと組み、ワイルド・サモアンズ（アファ・アノアイ&シカ・アノアイ）が保持していたWWFタッグ王座に3本勝負で挑戦。1本目を先取していたが、23時以降の夜間の興行を禁止するニューヨーク州の条例により時間切れで試合終了となり、スコアの上では1-0で勝利を収めたものの、タイトルは移動しなかった。
WWFでの活動と並行して、古巣のサンフランシスコでは1981年1月24日にハーリー・レイスのNWA世界ヘビー級王座に挑戦。同年7月30日と8月20日にはオークランドにてニック・ボックウィンクルのAWA世界ヘビー級王座に連続挑戦した。地元モントリオールの団体（ジノ・ブリットやディノ・ブラボーが参画していたインターナショナル・レスリング）にも出場し、AWAでの旧敵バションやリック・マーテルなどと対戦していたが、WWFが全米侵攻を開始した1984年に現役を引退した。
引退後はWWFのロード・エージェントに就任、ブッカーとして試合の構成やストーリー立案を手掛け、1988年から現在まで開催されているロイヤルランブルも彼が考案した。1996年にはWWF殿堂に迎えられている。WCWとのマンデー・ナイト・ウォーズにおいては、当時のWWFのアティテュード路線における主要なプロデューサーの一人となり、悪のオーナーを演じていたミスター・マクマホンの側近として時折ストーリーにも絡んだ。2000年6月19日にはハードコア王座にも戴冠している。
2003年のRAW10周年記念特番では、ミーン・ジーン・オーカーランドと共に『放送に問題あり賞』のプレゼンターを務めた（受賞したのは、自身も関わったマーク・ヘンリーとメイ・ヤングのラブストーリーであった）。
2004年にトリプルHの起用法を巡りビンス・マクマホンと対立、同年10月にWWEを退団したが、翌2005年5月に復職している。
2020年12月2日、79歳で死去。

### 日本での活躍
1968年4月、日本プロレスに初来日。師匠格のコワルスキー、ジェス・オルテガ、フレッド・ブラッシー、ターザン・タイラー、ドン・デヌーチ、アンジェロ・ポッフォらと共に『第10回ワールド・リーグ戦』に出場。対日本陣営ではジャイアント馬場、アントニオ猪木、大木金太郎、吉村道明には敗退したものの、山本小鉄、星野勘太郎、ミツ・ヒライ、デューク・ケオムカからは勝利を収めた。5月7日の熊本大会ではオルテガのパートナーに起用され、大木&吉村が保持していたアジアタッグ王座に挑戦している。
1973年12月にはジョニー・パワーズとのコンビで北米タッグ王者として新日本プロレスに来日。12月7日に大阪府立体育館において、猪木&坂口征二を相手に防衛戦を行った。以降も新日本プロレスに度々参戦し、1976年の再来日時には、12月8日に横浜文化体育館にてラリー・ヘニングと組み、坂口&ストロング小林の北米タッグ王座に挑戦。1977年の3度目の参戦時には、12月1日に大阪府立体育館にて猪木のNWFヘビー級王座に挑み、12月8日には蔵前国技館にてスティーブ・ライトをパートナーに、坂口&小林の北米タッグ王座に再挑戦した。
WWF定着後は、1979年11月に北米ヘビー級王者として来日し、11月8日に小樽市総合体育館にて坂口の挑戦を受けたが敗退、タイトルを明け渡した（後述）。1981年11月には『第2回MSGタッグ・リーグ戦』にバッドニュース・アレンと組んで参戦、優勝候補チームのスタン・ハンセン&ディック・マードックと引き分けるなどの戦績を残したが、リーグ戦を消化することなく途中帰国している。これが選手としての最後の来日となった。
その後は2002年3月1日、WWF初の単独日本興行『スマックダウン・ツアー・ジャパン』にロード・エージェントとして同行、20年ぶりの来日を果たした。

## 私生活
彼はプロレス界の先駆者として知られていただけでなく、自身のセクシャリティについて公に語った人物であった。彼はゲイであり、1970年代からWWE（当時はWWF）の同僚の間ではその事実をオープンにしていた。しかし、ファンには長年知られていなかった。2014年のリアリティ番組「Legends’ House」で、彼は自身の性的指向を広く公表し、40年間のパートナーであったルイ・ドンデロとの関係について涙ながらに語った。このカミングアウトはプロレス業界におけるLGBTQ+の認知と受容に大きく貢献し、後進のLGBTQ+レスラーに道を開いた。彼の勇気はWWEのインクルーシビティへの取り組みにも影響を与え、多くのファンや同僚を鼓舞した。

## 得意技
- アトミック・ドロップ
- フィギュア・フォー・レッグロック
- スリーパー・ホールド
- ダイビング・ニー・ドロップ

## 獲得タイトル
パシフィック・ノースウエスト・レスリング
- NWAパシフィック・ノースウエスト・ヘビー級王座 : 3回[4]
- NWAパシフィック・ノースウエスト・タッグ王座 : 2回（w / トニー・ボーン、ザ・ハングマン）[36]

アメリカン・レスリング・アライアンス / NWAサンフランシスコ
- AWA USヘビー級王座 / NWA USヘビー級王座（サンフランシスコ版） : 6回[7]
- AWA世界タッグ王座 /  NWA世界タッグ王座（サンフランシスコ版）: 15回（w / レイ・スティーブンス×2、スーパースター・ビリー・グラハム×2、ポール・デマルコ、ロッキー・ジョンソン×4、ピーター・メイビア×2、ムーンドッグ・メイン、ペドロ・モラレス、トニー・ガレア、ペッパー・ゴメス）[37]

NWAウエスタン・ステーツ・スポーツ
- NWA北米ヘビー級王座（アマリロ版） : 1回[6]
- NWAテキサス・ブラスナックル王座（アマリロ版） : 1回[5]

チャンピオンシップ・レスリング・フロム・フロリダ
- NWAフロリダTV王座 : 1回[8]
- NWAフロリダ・タッグ王座 : 1回（w / イワン・コロフ）[9]

NWAハリウッド・レスリング
- NWAアメリカス・ヘビー級王座 : 1回[38]

NWAハリウッド・レスリング / 新日本プロレス
- NWA北米タッグ王座（ロサンゼルス / 日本版） : 1回（w / ジョニー・パワーズ）[39]

アメリカン・レスリング・アソシエーション
- AWA世界タッグ王座 : 1回（w / レイ・スティーブンス）[10]

ワールド・レスリング・フェデレーション / ワールド・レスリング・エンターテインメント
- WWF北米ヘビー級王座 : 1回
- WWFインターコンチネンタル・ヘビー級王座 : 1回（初代王者）[13][14]
- WWFハードコア王座 : 1回[27]
- WWE 24/7王座 : 1回[40]
- WWF殿堂 : 1996年度（インダクターはブレット・ハート）[1]

インターナショナル・レスリング
- カナディアン・インターナショナル・タッグ王座 : 5回（w / レイモンド・ルージョー×2、ピエール・ルフェーブル×3）[41]

## 追記
- 1979年6月にテッド・デビアスから奪取した北米ヘビー級王座は同年9月にインターコンチネンタル・ヘビー級王座と改称され、現在のインターコンチネンタル王座に至るが、改称後の同年11月、パターソンは別のベルトを持参し「WWF認定北米ヘビー級王者」として新日本プロレスに来日、11月8日に小樽にて坂口征二に敗れ王座を明け渡している[13][42]。以降、同王座は新日本の管理下に置かれ、坂口はバッドニュース・アレン、ラリー・シャープ、上田馬之助、ジ・エンフォーサー、ドン・ムラコらを相手に防衛戦を行った（1981年のIWGP提唱に伴い封印）[43]。
- 非常に人間味のある性格の持ち主。アントニオ猪木の太平洋岸北西部でのアメリカ修行時代、言葉の通じない海外で苦労していた猪木にパターソンは親身に手を差し伸べ、食事に連れていくなどしてサポートしていた。フランス語圏出身であるパターソン自身も業界入り当初は英語が話せなかったため[25]、猪木の境遇がよく理解できたという[44]。WWEの首脳として高い信頼を得ることができたのは、このような人柄によるところも大きい[44]。猪木自身もパターソンに恩義を感じ、新日本プロレスに何度となく招聘しNWFヘビー級王座の挑戦者にも起用した。2010年3月、WWE殿堂に迎えられた猪木が式典への出席で渡米した際、久々に再会した両者は旧交を温めたという[45]。
- 2009年にCDをリリースするなど優れた歌唱力の持ち主でもあり、WWEの番組においても、ルイ・アームストロングの『この素晴らしき世界』を披露したことがある[24]。